# Robert Nelles
Robert Nelles (Sankt Vith, 23 januari 1958) is een Belgisch Duitstalig politicus voor de CSP.

## Levensloop
Nelles studeerde in 1980 af als licentiaat in de filosofie aan de UCL. Hij werkte van 1980 tot 1982 als leraar geschiedenis, Latijn en Frans aan het Atheneum van Sankt Vith en vervulde nadien zijn militaire dienstplicht.
Van 1984 tot 1986 was Nelles fractiesecretaris voor de CSP in het Parlement van de Duitstalige Gemeenschap. Vervolgens was hij van 1986 tot 1988 medewerker van Waals minister-president Melchior Wathelet en van 1988 tot 1990 medewerker voor buitenlandse handel op het kabinet van Waals minister Albert Liénard. Daarna werkte Nelles een jaar lang als zelfstandig bedrijfsadviseur in Sankt-Vith en vervulde hij van 1991 tot 2000 leidinggevende functies bij de Waalse arbeidsbemiddelaar Forem, eerst als hoofdadviseur voor de belangen van de Duitstalige Gemeenschap en nadien als algemeen inspecteur voor de afdeling strategie, ontwikkeling en organisatie. In 2000 werd hij vervolgens directeur van de Arbeidsdienst van de Duitstalige Gemeenschap, hetgeen hij bleef tot aan zijn pensioen in 2020.
Nelles was tevens van 1986 tot 1990 voorzitter van de raad van bestuur van de Duitstalige openbare omroep BRF, van 1989 tot 1993 lid van de raad van bestuur van de Belgische Dienst voor Buitenlandse Handel, van 2007 tot 2009 voorzitter van Ostbelgieninvest, de investeringsmaatschappij van de Duitse Gemeenschap, en van 1993 tot 2020 directielid van de WFG, het agentschap voor economische ontwikkeling van de Duitstalige Gemeenschap.
Bij de Duistalige Gemeenschapsverkiezingen in mei 2014 werd Nelles als lijsttrekker voor de CSP verkozen in het Parlement van de Duitstalige Gemeenschap, waar hij tot in juni 2024 bleef zetelen. Hij was er van 2014 tot 2019 ondervoorzitter, van 2017 tot 2019 plaatsvervangend fractieleider en van 2019 tot 2021 en van 2023 tot 2024 secretaris.